# 环法自行车赛最佳年轻车手
环法自行车赛设有最佳年轻车手奖项，标准为25岁及以下的车手中总成绩最好者，获奖车手将在下一赛段身着白衫（法語：maillot blanc）。当同一车手拥有多件荣誉衫时，其穿着优先级依次低于总成绩第一的黄衫、最佳冲刺手的绿衫、最佳爬坡手的红色圆点衫。

## 概述
1968年，环法推出白衫，发给最佳综合车手，即总成绩、冲刺、爬坡三项综合成绩最好者。1975年起，环法废除最佳综合车手奖项，改设最佳年轻车手，入选标准为三年及以内职业经历的车手，颁发白衫。1983年，入选标准改为首次参加环法的车手。1987年改成现今的标准，即25岁及以下的车手。1989年至1999年间，不授予白衫但仍颁发奖项。2000年起恢复授予白衫。
自设立以来，已有多名车手同时获得总冠军和最佳年轻车手奖项：
- 洛朗·菲尼翁（英语：Laurent Fignon）（1983年）
- 扬·乌尔里希（1997年）
- 阿尔伯托·康塔多（2007年）
- 安迪·施莱克（2010年）
- 伊根·贝尔纳尔（2019年）
- 塔德伊·波加薩爾（2020、21年）

目前获得该奖项最年轻的车手是塔德伊·波加薩爾，他在2020年环法自行车赛获奖时差1天满22岁。

## 赞助
2004年至2014年由斯柯达汽车赞助。2015年起转由Krys眼镜赞助，而斯柯达则于同年起开始赞助绿衫。